# M-50轟炸機
米亞西舍夫M-50（北約代號：野蠻人）是蘇聯四發動機超音速轟炸機的原型，由米亞西舍夫設計局設計；始終沒有服役，確定生產的只有一架，1957年首飛。
一位作家曾經評這架飛機的設計是：「以對高速飛行一無所知下，M-50算是最成功的失敗」。M-50是四引擎高速轟炸機，配備兩具VD-7和兩具VD-7F渦輪發動機，一對掛在翼尖，一對在翼下的奇特佈局。機翼則是切掉翼端的高單翼三角翼。
第二架M-50稱為M-52，改為Zubets廠的16-17渦輪發動機並且調整安裝的位置，垂直尾翼上又加了第二具水平安定面，M-50還參加過1961年的蘇聯空軍節，而M-52雖然完成但從未試飛。

## 規格（M-50A）
基本信息
- 机组：2

性能
- 推重比：0.29

武器

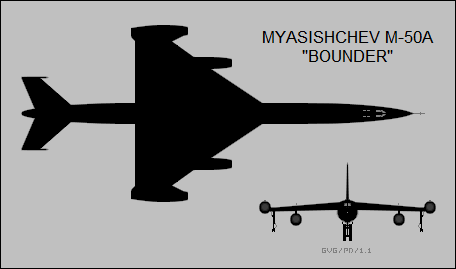
M-50

- 30,000 kg（66,000 lb）各型炸彈或巡弋飛彈

## 外部連結
- https://web.archive.org/web/20051029071603/http://www.aviation.ru/Mya/#50#50

## 參看連結
- M-4重锤轰炸机
- XB-70女武神式轟炸機
- U-2偵察機
- T-4偵察機
- 米格-25战斗机
- 协和式客机
- SR-71黑鳥式偵察機

設計時序：
M-40 -
M-44 -
M-48 -
M-50 -
M-52 -
M-53 -
M-55